# Samuel P. Heintzelman

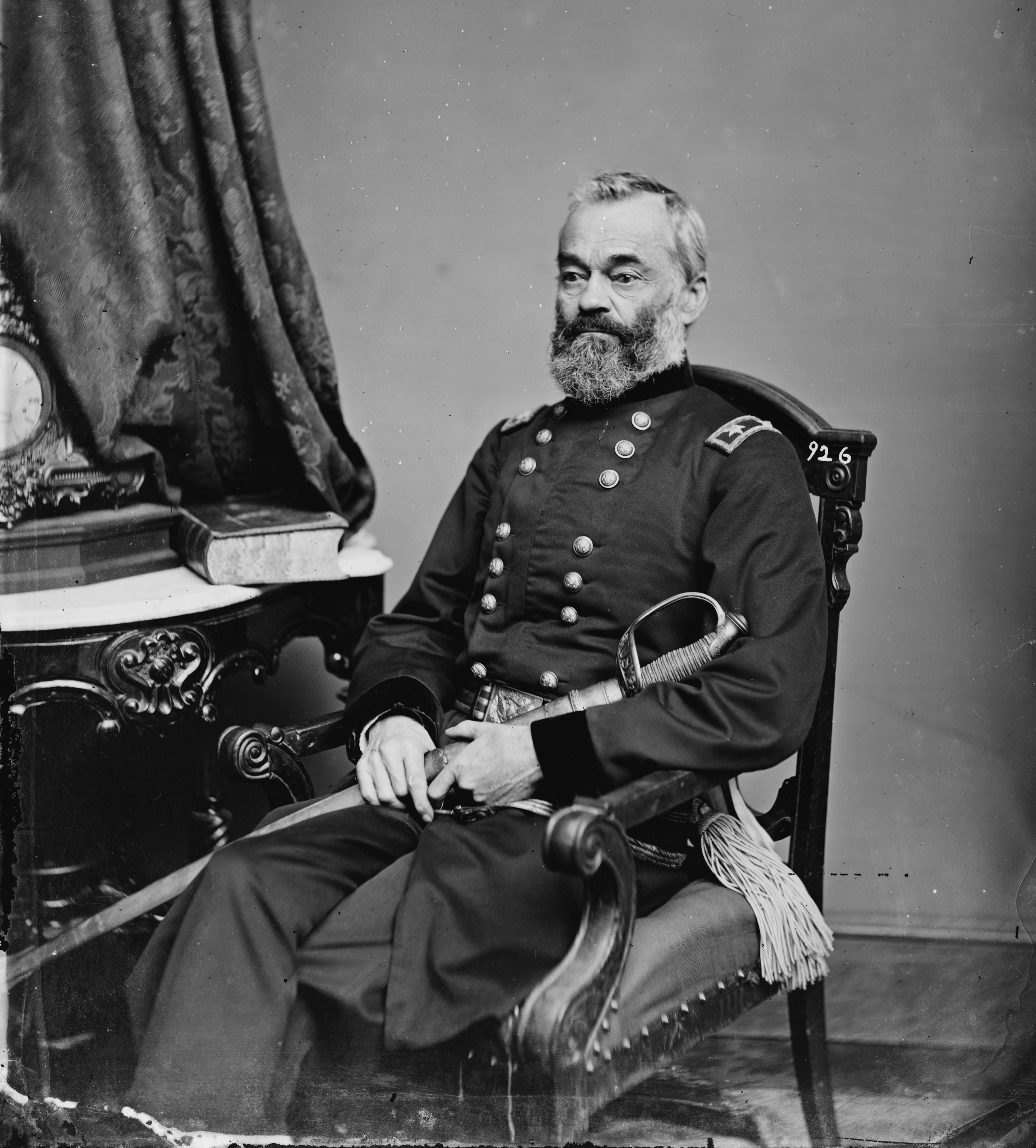
Samuel P. Heintzelman

Samuel Peter Heintzelman (* 30. September 1805 in Manheim, Pennsylvania; † 1. Mai 1880 in Washington, D.C.) war Generalmajor des US-Heeres. Während des Amerikanischen Bürgerkrieges war er Kommandierender General.

## Militärische Laufbahn
Heintzelman absolvierte 1826 die Militärakademie in West Point, New York und schnitt als 17. von 41 Teilnehmern seines Jahrgangs ab. Nach dem Abschluss diente er als Leutnant im 2. US-Infanterie-Regiment. Er nahm als Hauptmann am 2. Seminolenkrieg teil, diente später im Amerikanisch-Mexikanischen Krieg. Wegen Tapferkeit in der Schlacht bei Huamantla, Mexico wurde er am 9. Oktober 1847 zum Brevet-Major befördert. Zum regulären Dienstgrad Major wurde er während seines Dienstes beim 1. US-Infanterie-Regiment am 3. März 1855 befördert. 1861 wurde er zum Oberst befördert und zum Kommandeur des 17. US-Infanterie-Regiments ernannt.

### Einsatz im Amerikanischen Bürgerkrieg
Drei Tage später wurde Heintzelman zum Brigadegeneral befördert. Am 24. Mai wurde er bei Alexandria, Virginia gefangen genommen und vier Tage später ausgetauscht. Heintzelman führte zunächst eine Brigade und ab dem 8. Juli die 3. Division der Army of Northeastern Virginia. In der ersten Schlacht am Bull Run wurde er am rechten Ellbogen verwundet. Nach seiner Genesung führte Heintzelman zunächst eine Brigade, ab dem 3. Oktober eine Division der Potomac-Armee. Am 13. März 1862 übernahm er als Kommandierender General das III. Korps. Mit Beginn des Halbinsel-Feldzugs am 5. Mai 1862 wurde er zum Generalmajor der Freiwilligen befördert und führte das Korps in der Schlacht von Seven Pines, der Sieben-Tage-Schlacht und der zweiten Schlacht am Bull Run.
Am 27. Oktober 1862 wurde Heintzelman Kommandeur des Verteidigungsbezirkes Washington, der später als XXII. Korps des Wehrbereichs Washington, D.C. fungierte. Heintzelman führte es bis zum 14. Oktober 1863. Danach wurde er Befehlshaber im Wehrbereich Nord. Heintzelman wurde am 24. August 1865 ehrenvoll aus der Freiwilligenorganisation entlassen und wurde als Berufssoldat am 22. Februar 1869 zur Ruhe gesetzt.
Heintzelman starb in Washington, D.C. und wurde in Buffalo, New York beigesetzt.

## Familie
Heintzelman heiratete am 5. Dezember 1845 Margaret Stuart aus Albany, New York in Buffalo, New York. Die Heintzelmans hatten vier Kinder, von denen eins tot geboren wurde und eins im Kindesalter verstarb. Sein Enkel Stuart Heintzelman diente mit dem Dienstgrad Generalmajor im Ersten Weltkrieg. Nach ihm wurde später ein Transportschiff benannt.

## Trivia
Als Major verfasste Heintzelmann das Buch Fifty Miles and a Fight, das posthum 1998 erschien.